# Біла масаї
«Біла Масаї» (нім. Die weiße Massai) — фільм режисера Герміни Хунтгебурт з Ніною Госс і Джекі Ідо в головних ролях. Картина заснована на автобіографічному романі Корінни Хофманн «Біла Масаї», що розповідає про шлюб швейцарки і воїна з племені масаї.

## Сюжет
Карола — німкеня, яка проживає в Швейцарії. Вона їде на відпочинок із другом в Кенію. Тут Карола зустрічає воїна Масаї Лемаліана, одягненого в національний одяг, і відразу ж закохується в нього. Жінка відмовляється летіти з країни і вирушає до рідного села африканця.
Лемаліан відповідає Каролі взаємністю, і незабаром вони одружуються. Карола остаточно переселяється в Кенію, де починає займатися підприємництвом. Водночас вона намагається боротися зі звичаями місцевого населення, що здаються їй дикими. Наприклад, жіноче обрізання і звинувачення в чаклунстві.
Через кілька років спільного життя Карола народжує дочку. Лемаліан починає дедалі більше ревнувати дружину, йому здається, що дівчинка — не його дитина. Втомлена від цього Карола приймає рішення покинути країну разом з донькою.

## У ролях
| Актор                   | Роль           |
| ----------------------- | -------------- |
| Ніна Госс               | Карола         |
| Джекі Ідо               | Лемаліан       |
| Катя Флінт              | Елізабет       |
| Антоніо Престер         | отець Бернандо |
| Янек Ріке               | Стефан         |
| Хелен Намасо Ленамаркен | мати Лемаліана |
| Барбара М. Арен         | мати Короли    |

## Критика
Фільм був в цілому позитивно прийнятий критиками. На сайті Rotten Tomatoes його рейтинг становить 71 відсоток[≡]. Рецензент газети Toronto Star Пітер Хауелл зазначив огріхи в сценарії, але при тому позитивно оцінив операторську роботу і акторську гру Хосс і Ідо. Пол Бирнс у The Sydney Morning Herald похвалив картину за те, що вона порушує складне питання про можливість романтичних стосунків між представниками двох різних культур.

## Нагороди та номінації
| Нагороди та номінації                | Нагороди та номінації | Нагороди та номінації | Нагороди та номінації | Нагороди та номінації |
| Нагорода                             | Рік                   | Категорія             | Номіновано            | Підсумок              |
| ------------------------------------ | --------------------- | --------------------- | --------------------- | --------------------- |
| Міжнародний кінофестиваль в Бангкоку | 2006                  | Кращий фільм          |                       | Номінація             |
| Баварська кінопремія                 | 2006                  | Краща актриса         | Ніна Хосс             | Перемога              |